# El Mango, Tabasco
El Mango är en ort i Mexiko.   Den ligger i kommunen Macuspana och delstaten Tabasco, i den sydöstra delen av landet, 700 km öster om huvudstaden Mexico City. El Mango ligger 33 meter över havet och antalet invånare är 311.
Terrängen runt El Mango är mycket platt. Runt El Mango är det ganska tätbefolkat, med 67 invånare per kvadratkilometer. Närmaste större samhälle är Macuspana, 11,2 km sydväst om El Mango. Trakten runt El Mango består till största delen av jordbruksmark.